# Нола
Нола (итал. Nola) град је у јужној Италији. Нола је други по величини град округа Напуљ у оквиру италијанске покрајине Кампанија.

## Природне одлике
Град Нола налази се у јужном делу Италије, на 30 км североисточно од Напуља. Град је налази у југоисточном плодне и густо насељене Кампањске равнице на надморској висини од око 50 m. Источно од града пружају се крајњи огранци Кампањских Апенина.

## Становништво
Према резултатима пописа становништва 2011. у општини је живело 33.979 становника.
| 1931.  | 1936.  | 1951.  | 1961.  | 1971.  | 1981.  | 1991.  | 2001.  | 2011.  |
| ------ | ------ | ------ | ------ | ------ | ------ | ------ | ------ | ------ |
| 20.111 | 18.436 | 22.211 | 24.623 | 26.081 | 31.007 | 32.613 | 32.730 | 33.979 |

Нола данас има око 33.000 становника, махом Италијана. Последњих деценија број становника у граду стагнира.

## Партнерски градови
- Витербо
- Губио
- Сасари
- Палми
- Sutera